# 聖約瑟夫區 (巴巴多斯)
聖約瑟夫區位於巴貝多中部，與基督城區、聖托馬斯區、聖喬治區、聖約翰區等區相鄰。